# Evgenij Ivčenko
Evgenij Michajlovič Ivčenko (in russo Евгений Михайловч Ивченко?; Iskriskovshchina, 27 giugno 1938 – 2 giugno 1999) è stato un marciatore sovietico.

## Biografia
Originario dell'Ucraina, nato nell'Oblast' di Sumy, ha gareggiato per l'Unione Sovietica alle Olimpiadi di Mosca 1980 nella 50 chilometri di marcia, vincendo la medaglia di bronzo, alle spalle del tedesco orientale Hartwig Gauder e dello spagnolo Jordi Llopart. Precedentemente, aveva anche gareggiato nella 20 chilometri di marcia alle Olimpiadi di Monaco 1972, non portando a termine la sua prova per squalifica.
Ivčenko gareggiò inoltre nella 20 km. di marcia ai Campionati europei del 1971 e del 1974, piazzandosi rispettivamente all'8º ed al 15º posto.
Passò successivamente alla distanza più lunga quando aveva quasi 40 anni e dopo aver vinto il titolo dei 50 km. di marcia ai Campionati nazionali sovietici del 1980, vinse il bronzo olimpico nello stesso anno, tre giorni dopo il suo 42º compleanno, diventando uno dei più anziani vincitori di medaglia olimpica nell'atletica leggera.
Il 23 maggio 1980 Ivčenko stabilì, nel corso dei Campionati nazionali sovietici, un record del mondo nella 50 km. di marcia in 3h.37'36”0, che però non venne mai riconosciuto ufficialmente dalla IAAF.

## Palmarès
| Anno | Manifestazione  | Sede  | Evento       | Risultato | Prestazione | Note |
| ---- | --------------- | ----- | ------------ | --------- | ----------- | ---- |
| 1980 | Giochi olimpici | Mosca | Marcia 50 km | Bronzo    | 3h56'32"    |      |